# Lori Singer

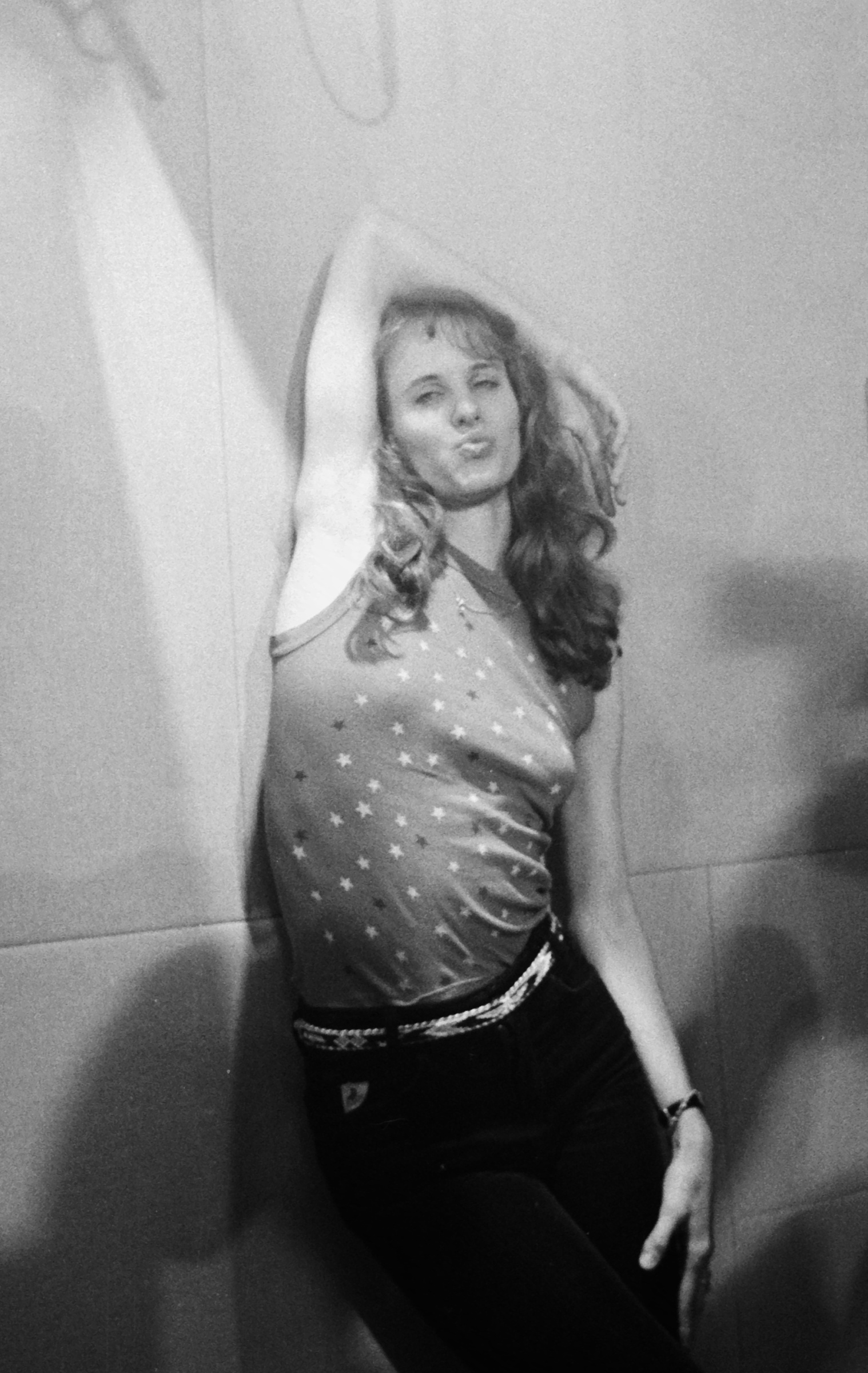
Lori Singer, 1983

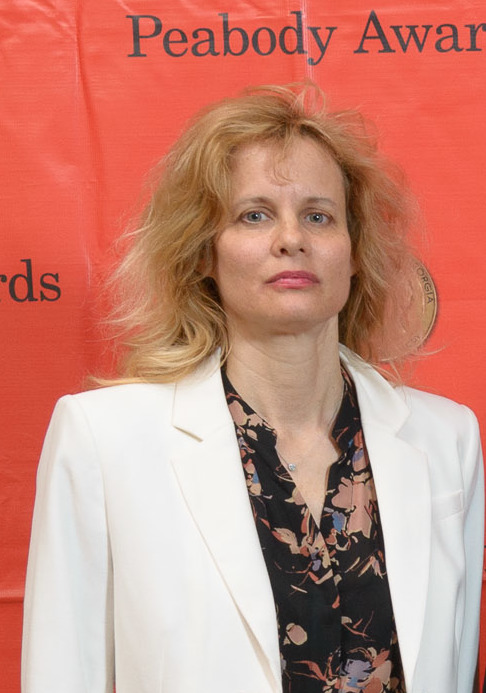
Lori Singer (2014)

Lori Jacqueline Singer (* 6. November 1957 in Corpus Christi, Texas) ist eine US-amerikanische Schauspielerin.

## Leben
Singer wurde als Tochter kanadischer jüdischer Immigranten geboren. Ihr Vater Jacques Singer war Dirigent und ihre Mutter Leslie Pianistin. Ihr Bruder Marc Singer ist ebenfalls Schauspieler, und ihr Cousin Bryan Singer ist als Regisseur tätig. Sie ist eine an der Juilliard School graduierte Cellistin und tritt noch heute als Solistin auf.
Singer verkörperte in der Serie Fame – Der Weg zum Ruhm von 1982 bis 1983 die Rolle der Julie Miller. Einem breiten Publikum wurde sie 1984 als Ariel Moore, die Tochter eines konservativen Pfarrers, in dem Film Footloose an der Seite von Kevin Bacon bekannt. Sie spielte außerdem in Der Falke und der Schneemann und Der Verrückte mit dem Geigenkasten. Darüber hinaus war sie als Cellistin Zoe Trainer in Robert Altmans Film Short Cuts zu sehen. Das Cello spielte Singer selbst.
An ihre frühen Erfolge konnte Singer seit den 1990er Jahren nicht mehr anknüpfen. Bis heute steht sie jedoch für Independentfilme vor der Kamera. Zudem engagiert sie sich für gemeinnützige Zwecke und war 2012 auch an der Produktion des Dokumentarfilmes Mea Maxima Culpa – Stille im Haus des Herrn beteiligt. Singer war von 1980 bis zur Scheidung 1996 mit dem Schauspieler Richard Emery verheiratet. Aus dieser Ehe stammt ein Kind.

## Filmografie (Auswahl)
- 1982: Born Beautiful (Fernsehfilm)
- 1982–1983: Fame – Der Weg zum Ruhm (Fernsehserie, 38 Folgen)
- 1984: Footloose
- 1985: Der Falke und der Schneemann (The Falcon and the Snowman)
- 1985: Der Verrückte mit dem Geigenkasten (The Man with One Red Shoe)
- 1985: Trouble in Mind
- 1987: Made in USA
- 1987: In der Glut des Sommers (Summer Heat)
- 1989: Warlock – Satans Sohn (Warlock)
- 1992: Equinox
- 1993: Sunset Grill
- 1993: Short Cuts
- 1994: FTW – Tiefer als Hass (F.T.W.)
- 1995–1997: VR.5 (Fernsehserie, 13 Folgen)
- 2004: When Will I Be Loved
- 2011: Law & Order: New York (Fernsehserie, Folge 12x22)
- 2015: Experimenter – Die Stanley Milgram Story (Experimenter)
- 2017: The Institute
- 2023: Rachel Hendrix